# Manoir de Penlan
Le manoir de Penlan est situé sur la commune de Plourin-lès-Morlaix, dans le département du Finistère.

## Histoire
Les terres du manoir de Penlan dépendait à l'origine du château de Bodister, sur lesquelles la famille de Kergariou fit construire l'aile la plus ancienne.
Du XVIe siècle au XIXe siècle, Penlan fut le fruit d'agrandissements successifs,.
Le manoir abrite une chapelle dédiée à Saint-Bernard, datée du XVIIIe siècle.